# Copelatus brevicornis
Copelatus brevicornis är en skalbaggsart som först beskrevs av Sharp 1882.  Copelatus brevicornis ingår i släktet Copelatus och familjen dykare. Inga underarter finns listade i Catalogue of Life.